# Pauline de Saxe-Weimar-Eisenach
Pauline de Saxe-Weimar-Eisenach (Pauline Ida Marie Olga Henriette Katherine; 25 juillet 1852, à Stuttgart – 17 mai 1904, à Orte) est l'épouse de Charles-Auguste de Saxe-Weimar-Eisenach (1844-1894).
Elle est fille du prince Hermann de Saxe-Weimar-Eisenach (1825–1901) et la princesse Augusta de Wurtemberg.

## La Grande-Duchesse Héréditaire
Le 26 août 1873 à Friedrichshafen, Bade-Wurtemberg, Pauline épouse Charles-Auguste de Saxe-Weimar-Eisenach (1844-1894). Ils sont cousins, car elle est la petite-fille paternelle de Bernard de Saxe-Weimar-Eisenach, frère cadet de Charles-Frédéric de Saxe-Weimar-Eisenach, le grand-père de Charles-Auguste.
Ils ont deux enfants :
- Guillaume-Ernest de Saxe-Weimar-Eisenach, grand-duc de Saxe-Weimar-Eisenach
- Bernard de Saxe-Weimar-Eisenach (1878-1900)

Charles Auguste est décédé le 22 novembre 1894 d'une inflammation des poumons, à l'âge de 50 ans. Il n'a jamais accédé au titre de Grand-Duc de Saxe-Weimar-Eisenach. Par conséquent, Pauline a toujours été connu comme la Grande-Duchesse Héréditaire, ou, après sa mort, Grande-duchesse douairière Héréditaire . Leur fils aîné, Guillaume-Ernest de Saxe-Weimar-Eisenach est grand-duc.

## Le veuvage
Dans ses dernières années, elle passe beaucoup de temps en Italie, et est un visiteur fréquent à la cour italienne. Il a été dit qu'elle a conclu un Mariage morganatique avec son chambellan. Ce mariage n'apparaît pas dans l'Almanach de Gotha, et n'a pas été approuvé par son fils le grand-duc. Par conséquent, le mariage n'a pas été sanctionné par le gouvernement de Saxe-Weimar. Elle continue à être considérée comme la grande-duchesse seulement par courtoisie, comme elle est impopulaire auprès de sa famille et des sujets de son fils.
Si elle a vécu une grande partie de son veuvage à l'écart de la cour de Saxe-Weimar, Pauline "a contribué, même de loin, à créer des difficultés, ce qui rendait la position de sa belle-fille, le présent de la grande-duchesse, extrêmement difficile pendant les premiers mois du mariage". Elle est décrite comme "extraordinairement grosse et laide".
Le 17 mai 1904, Pauline meurt subitement d'une maladie de cœur, dans un train en route de Rome à Florence. Son corps est retrouvé à Florence.